# Gypona cartea
Gypona cartea är en insektsart som beskrevs av Delong och Wolda 1984. Gypona cartea ingår i släktet Gypona och familjen dvärgstritar. Inga underarter finns listade i Catalogue of Life.